# Chruściele (województwo warmińsko-mazurskie)
Chruściele (niem. Chroscziellen) – wieś w Polsce, położona w województwie warmińsko-mazurskim, w powiecie ełckim, w gminie Ełk.
W latach 1975–1998 wieś administracyjnie należała do województwa suwalskiego.
Wieś poprzez powstałe po 2000 roku osiedle Bocianie Gniazdo sąsiaduje z Ełkiem.